# همپستید (مریلند)
همپستید (به انگلیسی: Hampstead) شهری در ایالت مریلند کشور ایالات متحده آمریکا است که جمعیت آن در سرشماری سال ۲۰۱۰ میلادی، ۶٬۳۲۳ نفر بوده‌است.